# Макомако чатемський
Макомако чатемський (Anthornis melanocephala) — вимерлий вид горобцеподібних птахів родини медолюбових (Meliphagidae).

## Вимирання
Був ендеміком Чатемських островів, що лежать південніше Нової Зеландії. Востаннє птаха спостерігали у 1906 році на острові Малий Мангере. Причиною вимирання, ймовірно, було якесь завезене захворювання, тому що птах вимер ще до інтродукції пацюків та кішок.

## Опис
На вигляд він був дуже схожим на макомако (Anthornis melanura), але був значно більшим. Крім того, вся голова і шия були з яскравим фіолетовим або сталево-блакитним відблиском.